# Campeonato Capixaba de Basquete
O Campeonato Capixaba de Basquete é uma competição realizada de basquete do Estado do Espírito Santo organizada pela Federação Capixaba de Basquetebol (Fecaba). Desde 2012, a competição da categoria adulto não é disputada.

## História
No dia 19 de novembro de 1908 aconteceu o primeiro jogo de basquete aqui no Espírito Santo. O palco foi uma quadra lotada improvisada no pátio da Escola Normal Dom Pedro II. Naquele dia, o time Vermelho enfrentou o time Verde em jogo organizado pela professora de Educação Física, Emília Franklim Mululo. A quadra possuía duas estacas distantes 10 metros entre si e com 2,4 metros de altura. No alto, aros de barril e sacos de aniagem com cestas. Além da dificuldade de encestar a bola de borracha utilizada na época, também dava trabalho retirar dos sacos de aniagem as bolas certeiras. Para isso ficava estrategicamente posicionada uma vara de bambu para facilitar o serviço.
O basquete foi trazido para as terras capixabas por Gomes Cardim, um professor contratado pelo então governador Jerônimo Monteiro a fim de reformar as diretrizes do ensino no Estado.
Este esporte só começou a ser oficialmente praticado em terras brasileiras no ano de 1918, e no final da década de 1920 no Espírito Santo. O primeiro campeonato regular só ocorreu em 1931, tendo como campeã a equipe do Álvares Cabral. No início, os jogos eram disputados em quadras municipais, localizadas no centro da cidade de Vitória, na Avenida Jerônimo Monteiro. Só mais tarde é que os clubes começaram a construir as próprias quadras, destacando-se os Clubes Álvares Cabral e Saldanha da Gama. Mesmo assim, a prática do basquete ainda dependia de outro fator: o clima. As quadras não possuíam cobertura. Ou seja, em dia de chuva, os jogos ficavam comprometidos. No ano seguinte, 1932, o campeão foi o Saldanha, e Secretário, como era conhecido o jogador Rubens Araújo, foi o maior destaque.
Em 1933, uma nova quadra foi construída na Avenida Jerônimo Monteiro. A iniciativa foi do Vitória Futebol Clube que resolvera criar seu departamento de basquetebol. Esta quadra tinha capacidade para 800 torcedores sentados. No final deste mesmo ano, as atenções voltaram-se para o VIII Campeonato Brasileiro de Basquetebol, com sede em Vitória. O selecionado time capixaba acabou ficando em segundo lugar depois de vencer a seleção do Rio de Janeiro e perder para os paulistas. De 1934 a 37, o grande destaque foi o Vitória FC que sagrou-se tetracampeão, com destaque para Sebastião Zumack, considerado o maior craque capixaba da época chegando a servir a Seleção Brasileira.
No final de 1938, o terreno do Vitória passou a ser de propriedade do Banco do Comércio. Isso causou um colapso no basquete capixaba, já que as outras quadras, do Álvares e do Saldanha, ficavam relativamente distantes do centro da cidade. Só em 1941 é que, na praça Costa Pereira, foi construída uma nova quadra, patrocinada pela Federação Capixaba de Esportes. Antes disso, em 1940, a Seleção Brasileira foi campeã do VIII Campeonato Sul-Americano, contando com os capixabas Ary dos Santos Furtado e Sebastião Zumack. Na década de 1940 já podia ser observado um fenômeno muito comum ainda hoje no esporte capixaba: os melhores jogadores logo eram chamados para clubes de fora do Estado, especialmente por clubes do Rio de Janeiro. As equipes locais não tinham condições de manter seus craques por muito tempo.
Na inauguração de uma quadra, no ano de 1940, no Corpo de Bombeiros, o jogador Salim Daniel, do Álvares, quebrou o recorde brasileiro de lances livres. Ele converteu 45 dos 50 arremessos. No ano seguinte, o jogador Plutão, campeão sul-americano de lances livres veio até o Estado e fez uma exibição na quadra do Saldanha.
Em 1943 foi inaugurada a quadra Interventor Santos Neves, que foi construída com a intenção de facilitar o acesso dos jogadores e aumentar o número de locais para a prática do esporte. Mas, em 1947, por falta de cuidados, a quadra se encontrava em um estado deplorável, atrapalhando a prática do basquete. A desorganização foi a marca registrada da década de 40. muitos campeonatos simplesmente não aconteceram ou não chegaram ao fim.
Na década seguinte, a falta de organização e o desejo de aprimoramento fizeram com que os clubes realizassem campeonatos internos. Em 1952-53, finalmente uma novidade: os Harlem Globetrotters fizeram uma visita a Espírito Santo e realizaram um jogo contra a Seleção Capixaba. O placar deste jogo, realizado em um tablado montado no centro do gramado do Estádio Governador Bley, em Jucutuquara, nem teve importância já que os malabarismos dos americanos faziam do exibicionismo o principal objetivo da partida. O público deste evento chegou a quinze mil espectadores.
Em 1955, o Saldanha da Gama alcançou a incrível marca de 10 títulos consecutivos. O grande destaque deste ano foi Fernando Grijó, que ajudou a equipe do Forte a alcançar tal marca. No ano seguinte, o Álvares consegue quebrar a hegemonia do Saldanha, tendo como destaque o jogador Ferrorinho, eleito o melhor do ano. Neste mesmo ano de 1956, Victor Finamoro foi o campeão brasileiro de arremessos livres (17 de 20).
Nas décadas seguintes, o basquete passou por alguns momentos de instabilidade. Muitos campeonatos foram cancelados ou eram realizados com tanto atraso que o campeão só era conhecido no ano seguinte.
Em 1962, quem se destacou foi Hélio Demoner, jogador do Álvares que marcou 37 pontos na final contra o Saldanha, dando o título para os cabralistas.
Hélio Demoner, em 1970, criou os Jogos Abertos Jerônimo Monteiro (Jajem). Ele, então professor universitário, deu uma interessante tarefa para seus alunos: formar e treinar equipes de mini-basquete para os jogos. Assim, todos saiam ganhando, principalmente o basquete capixaba que teve 23 bons anos de desenvolvimento. O Jajem acabou em 1993 quando o professor Hélio se aposentou e não houve quem continuasse o projeto. Em paralelo ao Jajem, no ano de 1980, houve a criação da Federação Espírito-santense de Basquete (Fesb), que passou a organizar os campeonatos. Em 2004, foi criada uma nova federação, a Federação Capixaba de Basquetebol (Fecaba).
Em 2012 foi disputado o último Campeonato Capixaba da categoria adulto.
O Cetaf conquistou o tricampeonato estadual nessa última edição da competição, derrotando a equipe do Vitória/Cecre por 89 a 36 no Ginásio Jones dos Santos Neves.

## Títulos por equipe
| Clube            | Cidade     | Títulos                    | Vices                |
| ---------------- | ---------- | -------------------------- | -------------------- |
| Saldanha da Gama | Vitória    | 4 (2005, 2006, 2007, 2008) | 0                    |
| Cetaf            | Vila Velha | 3 (2010, 2011, 2012)       | 3 (2006, 2007, 2008) |
| Praia Tênis      | Vitória    | 1 (2009)                   | 0                    |
| Ítalo Brasileiro | Vitória    | 0                          | 3 (2005, 2009, 2011) |
| Vitória/Cecre    | Vitória    | 0                          | 2 (2010, 2012)       |